# Kirchberg an der Pielach
Kirchberg an der Pielach osztrák mezőváros Alsó-Ausztria St. Pölten-i járásában. 2024 januárjában 3142 lakosa volt. 

## Elhelyezkedése

Kirchberg an der Pielach a Sankt Pölten-i járásban

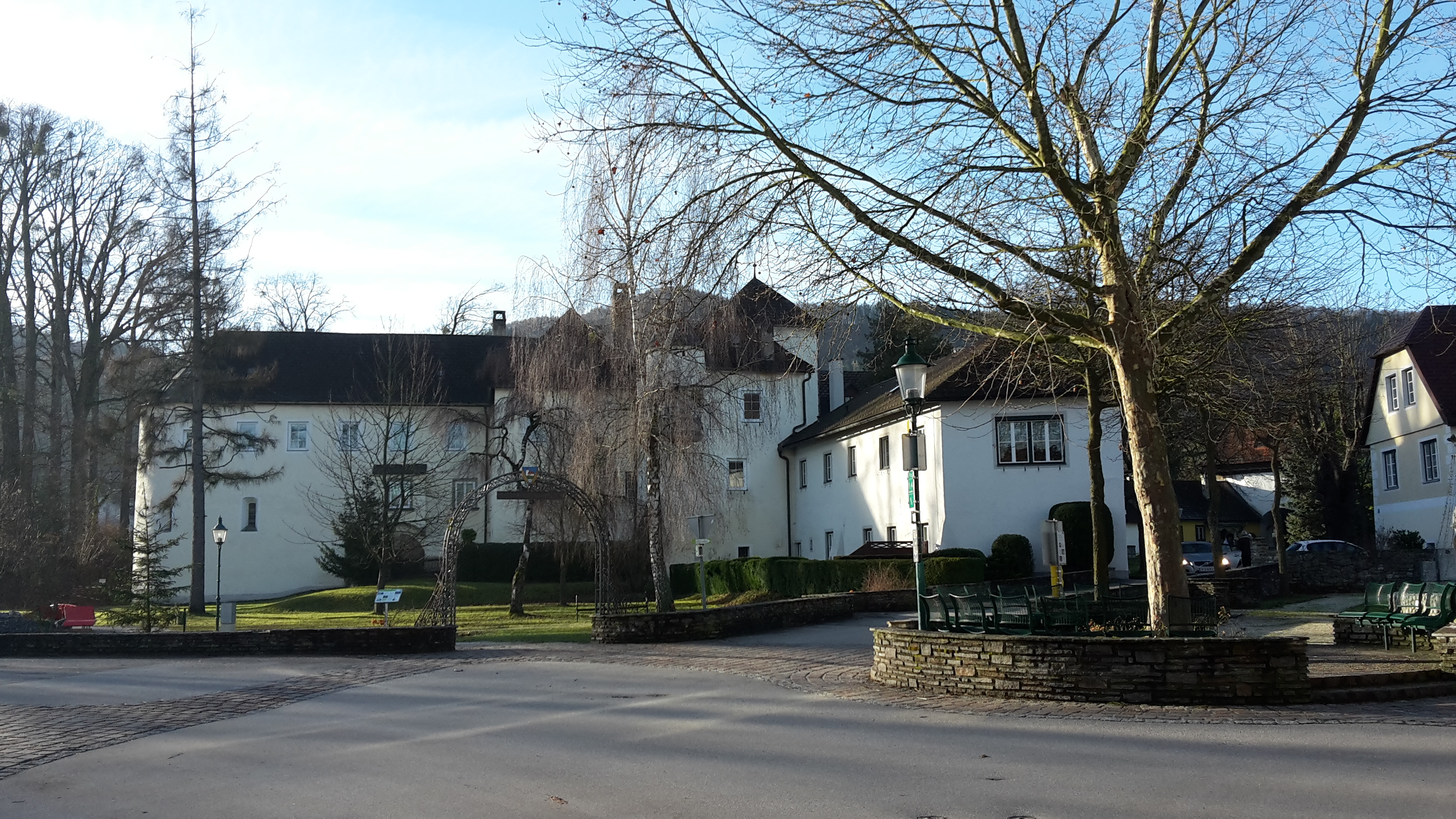
A kirchbergi kastély

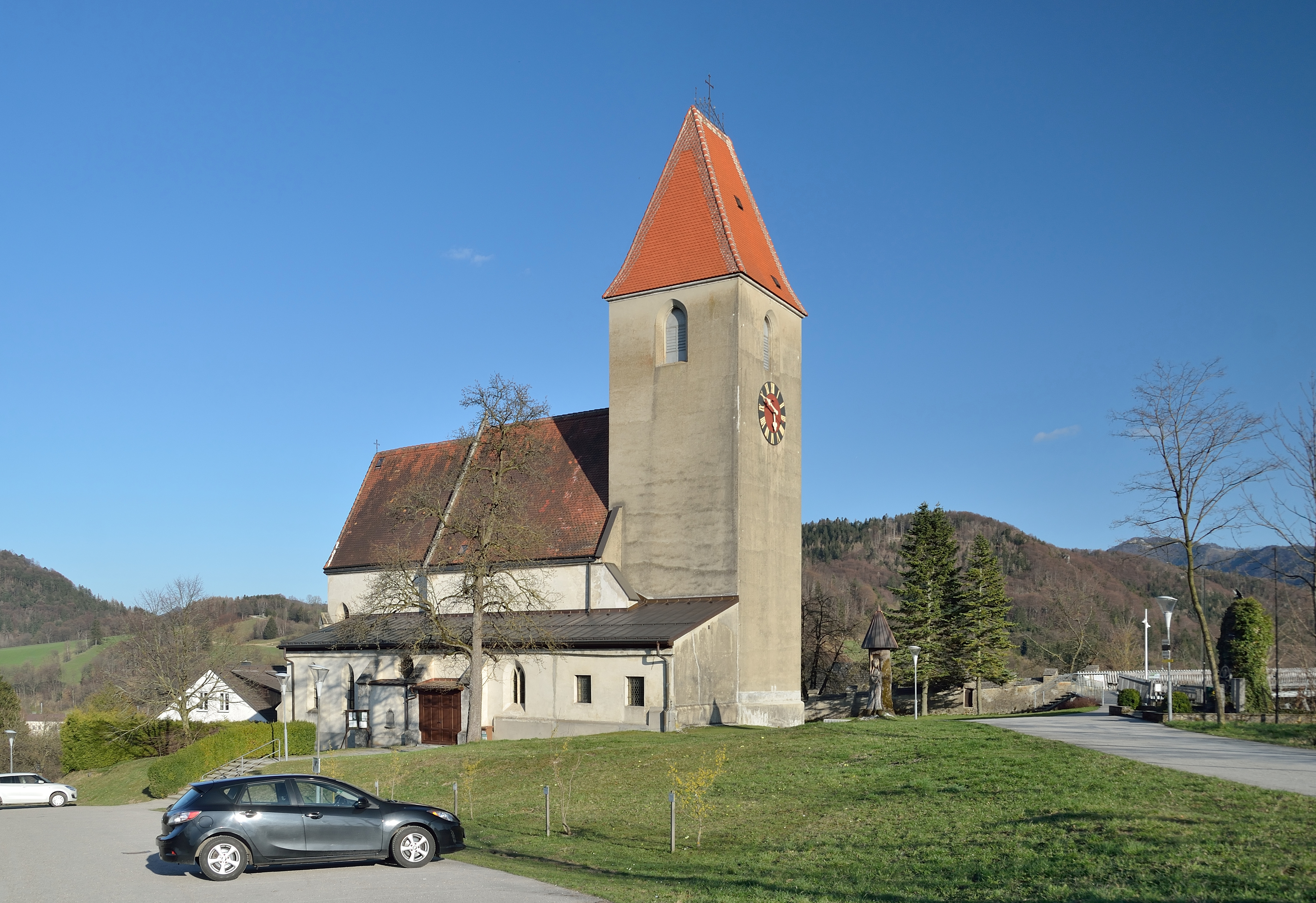
A Szt. Márton-plébániatemplom

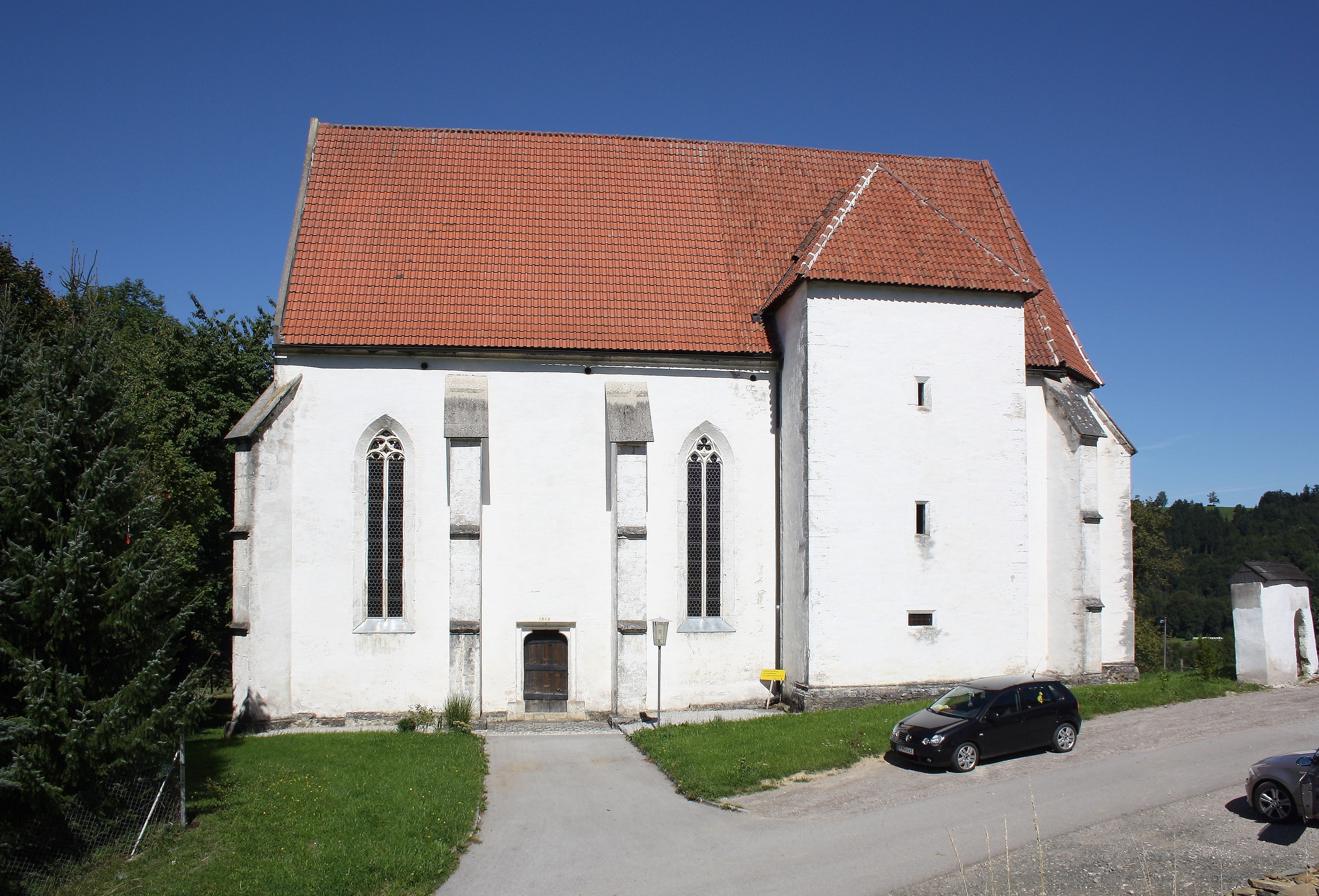
A Szt. András-templom

Kirchberg an der Pielach a tartomány Mostviertel régiójában fekszik a Türnitzi-Alpokban, a Pielach folyó mentén. Területének 54,4%-a erdő, 40,5% áll mezőgazdasági művelés alatt. Az önkormányzat 7 települést egyesít: Kirchberg an der Pielach (1264 lakos 2024-ben), Kirchberggegend (225), Schloßgegend (267), Schwerbachgegend (428), Soisgegend (537), Tradigistdorf (287) és Tradigistgegend (134).
A környező önkormányzatok: északra Rabenstein an der Pielach, északkeletre Eschenau, keletre Lilienfeld, délkeletre Türnitz, délre Loich, délnyugatra Frankenfels, nyugatra Texingtal, északnyugatra Kilb.

## Története
Kirchberg területén egy i. sz. 600 körüli avar sáncerőd maradványait tárták fel. A lakosság - ahogyan erről számos helynév is tanúskodik - ekkor szláv volt, a bajorok a Karoling hódítás után települtek be. Kirchberget 1250 körül említik először a passaui püspökség birtoklistáján. A kirchberg uradalom I. Weichard von Rabenstein tulajdona volt, míg a Pielach déli partján a Kling von Weissenberg-Watenstein család épített egy vizesárokkal körülvett várat. Az erőd a 16. század elején a birtokkal együtt a Mamming családé lett. A kastélyt Christoph von Mamming (1531/37 körül) idején átalakították és kibővítették. 1569-től a birtok urai lutheránus prédikátorokat neveztek ki, akik a kastély kápolnájában tartották az istentiszteleteket. 1608-ban már mezővárosként hivatkoznak Kirchbergre. Bécs 1683-as török ostromakor kifosztották a települést, a lakosok a templom és a vár falai mögé menekültek.
1751-ben a Grechtler bárók vásárolták meg a Kirchberg-birtokot, tíz évvel később pedig megszerezték a fakitermelési jogot is. Évente 7-10 ezer öl fát szállítottak a Pielachon Bécsbe. A favágáson kívül jelentős volt a vasfeldolgozás, különféle szerszámokat, a 19. századtól puskacsöveket gyártottak. 
A városi önkormányzat 1850-ben alakult meg. 1898-ra kiépült a Pielach-völgyben vezető keskeny nyomtávú vasút, amelyet a következő években meghosszabbítottak Mariazellig. Kirchberg 1969-ben kapta a címerét. 

## Lakosság
A Kirchberg an der Pielach-i önkormányzat területén 2024 januárjában 3142 fő élt. Lakosságszáma 1991 óta 3200 körül stagnál. 2022-ben az ittlakók 95,9%-a volt osztrák állampolgár; a külföldiek közül 0,7% a régi (2004 előtti), 1,5% az új EU-tagállamokból érkezett. 0,6% a volt Jugoszlávia (Horvátország és Szlovénia kivételével) vagy Törökország; 1,3% egyéb ország polgára volt. 2001-ben a lakosok 92%-a római katolikusnak, 1,6% evangélikusnak, 0,1% ortodoxnak, 2,4% mohamedánnak, 2,5% pedig felekezeten kívülinek vallotta magát. Ugyanekkor 18 magyar élt a mezővárosban; a legnagyobb nemzetiségi csoportot a németek (96,3%) mellett a horvátok alkották 1%-kal. 
A népesség változása:

| 2016 | 3 207 |
| 2018 | 3 225 |

## Látnivalók
- a kirchbergi kastély
- a Szt. Márton-plébániatemplom
- a tradigisti Szt. András-templom
- a modellvasút-kiállítás

## Fordítás
- Ez a szócikk részben vagy egészben  a   Kirchberg an der Pielach című német Wikipédia-szócikk ezen változatának fordításán alapul.  Az eredeti cikk szerkesztőit annak laptörténete sorolja fel. Ez a jelzés csupán a megfogalmazás eredetét és a szerzői jogokat jelzi, nem szolgál a cikkben szereplő információk forrásmegjelöléseként.